# Pobuna Hrvata u mjestu Villefranche de Rouergue
Pobuna Hrvata u mjestu Villefranche de Rouergue je skulptura akademskog kipara Vanje Radauša.
Skulpturu, tj. spomenik naručila je Vlada SR Hrvatske 1952. godine kako bi obilježila događaj koji je u povijesti poznat kao Pobuna Hrvata, a koji se zbio 17. rujna 1943. u francuskom mjestu Villefranche-de-Rouergue. No iako je skulptura prvotno bila namijenjena za postavljanje u tom francuskom gradu, zbog protivljenja savezne vlade u Beogradu, spomenik je završio u Puli gdje se i danas nalazi.
U Titovom parku uz samu pulsku rivu nalazi se spomenik žrtvama fašizma koji je izvorno Radauševo djelo. Iako nije postavljen prema izvornoj Radauševoj zamisli, spomenik je cjelovit i sastoji se od nekoliko povezanih skulptura.
Prednja strana spomenika, okrenuta moru, prikazuje ispred kamenog zida na desno i lijevo, dvije skupine umirućih, svaka na svom postamentu. Likovi u tim skupinama umirućih su nagi, jer bi opisna razina bila nacistička uniforma, što kipar nije želio, a želio je univerzalnost i simboliku. Tijela su produžena i osušena, izvanredno izražajno modelirana, pripremljena za virtuoznu konstrukciju pada, ali u onoj sekundi neopisive i neodržive statike kad se pad još nije razdvojio od lijeta.
Sa stražnje strane visoke pregrade od bijelog kamena nalazi se ženski lik, što je prema Radauševoj zamisli trebao predstavljati središnji kip. Ovaj ženski lik je lik majke, težak i statičan što je upravo različito od dviju krhkih i pokrenutih skupina muških tijela na suprotnoj strani. Ona, poput neke Eve iskupiteljice, drži u ruci jabuku. Ona ne priznaje smrt; iz njezine ruke pruža se posmrtna hrana, sama nada, sama nagrada. Ovaj lik odvojen je od cjeline i nespretno izoliran kamenom pregradom od ostatka spomenika.
Na vrhu kamene pregrade nalazi se vojnik u odori s puškom u ruci te u pobjedničkom stavu.
Identične skulpture (samo bez vojnika s puškom u ruci i u donekle drugačijem rasporedu) postavljene su u rujnu 2006. u Villefrancheu te su istovremeno Pula i Villefranche-de-Rouergue iskoristili taj događaj za pobratimljenje.